# Apicia crameraria
Apicia crameraria là một loài bướm đêm trong họ Geometridae.